# Fjärilssvärd

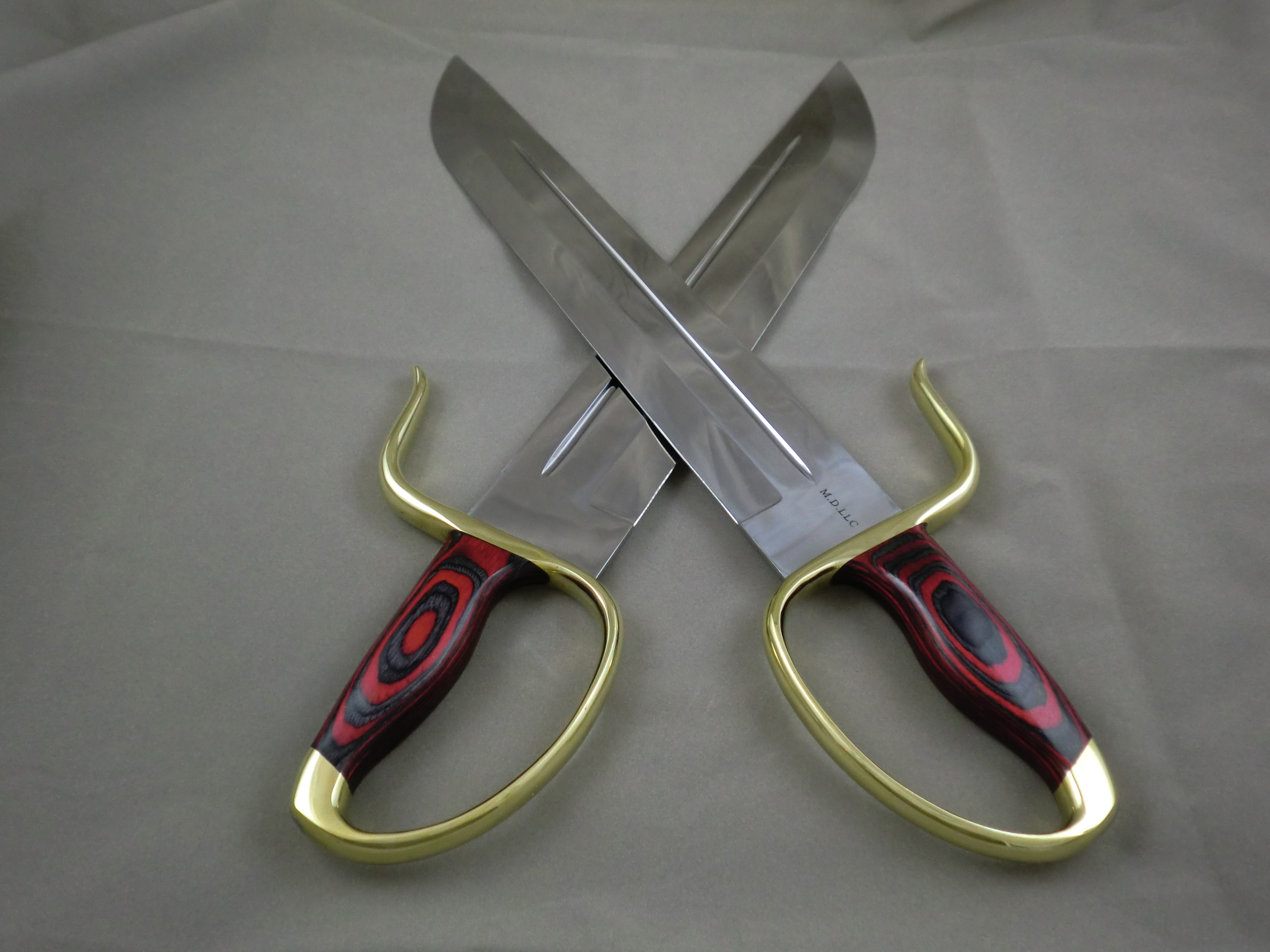
Fjärilssvärd

Fjärilssvärd är ett kort eneggat daosvärd med ursprung från södra Kina.  Den genomsnittliga längden för ett fjärilssvärd är ungefär som en underarm vilket lämpar sig för närstrid. Svärdet har som primärt syfte att skära snarare än att sticka.  Något karaktäristiskt för svärdet är att det används i par, och svärden stoppas traditionellt i samma slida som oftast är gjorda i läder. 